# Konsorcjum Marki Poznań
Konsorcjum Marki Poznań – pierwsza w Polsce formalna platforma stałej współpracy promocyjnej i marketingowej pomiędzy miastem (Poznań) i ważnymi dla jego wizerunku instytucjami życia gospodarczego, społecznego, kulturalnego i naukowego.
Do Konsorcjum weszły następujące marki:

- Allegro,
- Apart,
- Astra,
- Bridgestone,
- GlaxoSmithKline

- Herbapol Poznań,
- Komputronik,
- Lisner,
- Lorenz,

- port lotniczy Ławica,
- MAN,
- Międzynarodowe Targi Poznańskie,
- Nivea,
- Piotr i Paweł,
- Solar,
- Solaris,
- Stary Browar,
- Kruk,
- Volkswagen,
- VOX,
- Yes.

Powstanie konsorcjum jest następstwem wieloletniej akcji promocyjnej POZnań* – miasto know-how oraz wdrażania od 2009 Strategii Promocji Marki Poznań. Projekt obliczony jest na wiele lat. Celem jest kompleksowe wykorzystanie potencjału miasta we wszystkich dziedzinach (kultura, sport, turystyka, społeczeństwo, gospodarka i biznes). Konsorcjum ma współpracować w promowaniu Poznania, jako miasta nowoczesnego, w którym warto żyć, inwestować lub podejmować naukę, a także odwiedzać je turystycznie. Chodzi też o powiązanie w świadomości europejskich konsumentów, poszczególnych marek z miejscem ich powstania – aglomeracją poznańską.
Poznań nawiązuje w powyższy sposób do pionierskich działań europejskich tego typu, np. akcji Only Lyon (od 2007), czy I love Amsterdam.